# 황금정원
《황금정원》은 2019년 7월 20일부터 2019년 10월 26일까지 방영된 문화방송 주말 특별기획 드라마이다.

## 줄거리
인생을 뿌리째 도둑맞은 여자가 자신의 진짜 삶을 찾아내기 위한 과정을 담은 미스터리 휴먼 멜로 드라마.

## 등장인물

### 주요 인물
- 한지혜 : 은동주(33세) 역 (아역 박연수) - 간병인, 아람보육원 출신, 인생을 뿌리째 도둑맞은 여자, 남희의 새 수행비서
- 이상우 : 차필승(35세) 역 (아역 이주원) - 에이스 강력계 형사, 차명호 박사의 아들, 동주의 연인이자 동주의 남편
- 오지은 : 사비나(33세) 역 (아역 이아라) - 뷰티 크리에이터, SNS스타, 동주를 사칭하여 부를 얻은 여자
- 이태성 : 최준기(33세) 역 - I&K 본부장, 사비나의 남편

### 동주의 주변인물
- 정시아 : 오미주(33세) 역 (아역 남윤서) - 삼류가수, 동주와 보육원 동기

### 필승의 주변인물
- 김영옥 : 강남두(70대) 역 - 필승의 할머니이자 차 박사의 어머니, 먹자골목 큰손
- 연제형 : 한기영 → 최기영(30세) 역 - 필승의 파트너로 대한민국 형사, 미주의 연인이자 미주의 남편

### 사비나의 주변인물
- 정영주 : 신난숙(52세) 역 - 사비나의 생모이자 매니저, 28년 전 동주를 버린 새엄마이자 차 박사 부부 뺑소니 사고의 범인

### 준기의 주변인물
- 차화연 : 진남희(58세) 역 - 준기의 어머니, I&K의 회장
- 김유석 : 최대성(56세) 역 - 준기의 아버지, I&K 바지 고문, 기영의 생부
- 조미령 : 한수미(51세) 역 - 기영의 고모(실은 생모), 대성의 전 내연녀, 남희의 전 비서

### 믿음&사랑
- 강준혁 : 이믿음(12세) 역 - 성욱의 아들
- 정서연 : 이사랑(6세) 역 - 성욱 친구의 딸
- 문지윤 : 이성욱(33세) 역 - 택시기사, 믿음의 아버지, 사랑의 양아버지

### 그 외 인물
- 윤인조 : 송 원장 역 - 뷰티샵 원장
- 차광수 : 기영 부 역 - 수미의 친오빠, 기영의 양아버지
- 신서우

### 특별 출연
- 양현민 : 장순동 역 - 보이스피싱 사기범 (1~3회)
- 왕빛나 : 비나가 출연한 인터뷰쇼 'Happy Lady' 진행자 역 (1회)
- 홍경민 : I&K VIP 초청행사에 초청된 가수 역 (4회)
- 홍윤화 : 미미 역 - 동주가 일하던 병원 진상 환자, 먹방요정 (1, 4회)
- 김민기 : 미미의 남편 역 (1, 4회)
- 백승희 : 서혜영 역 - 사랑의 생모 (10, 11회)
- 노라조 : 안노라조 역 - 전국노래자랑 참가자
- 이칸희 : 김순화 역 - 교회 목사, 난숙의 고등학교 선배

## 시청률
최저 시청률과 최고 시청률은 시청률 조사회사와 지역별로 시청률에 차이가 있을 수 있습니다.
| 2019년 | 2019년    | 2019년         | 2019년         | 2019년       |
| 회차   | 방송일    | TNmS 시청률    | AGB 시청률     | AGB 시청률   |
| 회차   | 방송일    | 대한민국(전국) | 대한민국(전국) | 서울(수도권) |
| ------ | --------- | -------------- | -------------- | ------------ |
| 제1회  | 7월 20일  |                | 4.5%           |              |
| 제2회  | 7월 20일  |                | 7.2%           | 6.9%         |
| 제3회  | 7월 20일  |                | 6.4%           | 6.5%         |
| 제4회  | 7월 20일  |                | 7.3%           | 7.4%         |
| 제5회  | 7월 27일  |                | 4.9%           |              |
| 제6회  | 7월 27일  |                | 6.9%           | 6.6%         |
| 제7회  | 7월 27일  |                | 6.6%           |              |
| 제8회  | 7월 27일  |                | 7.4%           | 6.9%         |
| 제9회  | 8월 3일   |                | 5.2%           | 4.9%         |
| 제10회 | 8월 3일   |                | 7.3%           | 6.8%         |
| 제11회 | 8월 3일   |                | 7.5%           | 7.5%         |
| 제12회 | 8월 3일   |                | 7.9%           | 7.7%         |
| 제13회 | 8월 10일  |                | 5.6%           |              |
| 제14회 | 8월 10일  |                | 8.2%           | 8.1%         |
| 제15회 | 8월 10일  |                | 7.0%           | 7.2%         |
| 제16회 | 8월 10일  |                | 7.6%           | 7.5%         |
| 제17회 | 8월 17일  |                | 4.3%           |              |
| 제18회 | 8월 17일  |                | 6.8%           | 6.7%         |
| 제19회 | 8월 17일  |                | 7.2%           | 7.2%         |
| 제20회 | 8월 17일  |                | 8.0%           | 8.1%         |
| 제21회 | 8월 24일  |                | 5.4%           | 5.3%         |
| 제22회 | 8월 24일  | 7.8%           | 7.7%           | 7.7%         |
| 제23회 | 8월 24일  | 7.0%           | 7.5%           | 7.6%         |
| 제24회 | 8월 24일  | 7.5%           | 7.3%           | 7.2%         |
| 제25회 | 8월 31일  |                | 4.2%           |              |
| 제26회 | 8월 31일  | 7.6%           | 7.0%           | 6.5%         |
| 제27회 | 8월 31일  | 7.2%           | 6.7%           | 6.2%         |
| 제28회 | 8월 31일  | 8.0%           | 7.3%           | 6.7%         |
| 제29회 | 9월 7일   |                | 5.0%           |              |
| 제30회 | 9월 7일   | 8.5%           | 8.3%           | 7.9%         |
| 제31회 | 9월 7일   | 8.1%           | 8.5%           | 8.0%         |
| 제32회 | 9월 7일   | 8.7%           | 9.5%           | 9.0%         |
| 제33회 | 9월 14일  |                | 3.6%           |              |
| 제34회 | 9월 14일  | 9.1%           | 7.6%           | 6.8%         |
| 제35회 | 9월 14일  | 8.6%           | 7.5%           | 6.8%         |
| 제36회 | 9월 14일  | 9.4%           | 8.3%           | 7.5%         |
| 제37회 | 9월 21일  |                | 6.0%           |              |
| 제38회 | 9월 21일  | 8.3%           | 8.8%           | 7.7%         |
| 제39회 | 9월 21일  | 9.3%           | 8.3%           | 7.0%         |
| 제40회 | 9월 21일  | 9.5%           | 9.1%           | 7.8%         |
| 제41회 | 9월 28일  |                | 5.7%           | 5.5%         |
| 제42회 | 9월 28일  | 9.5%           | 9.2%           | 8.6%         |
| 제43회 | 9월 28일  | 9.2%           | 8.8%           | 8.2%         |
| 제44회 | 9월 28일  | 9.4%           | 9.3%           | 8.8%         |
| 제45회 | 10월 5일  |                | 6.6%           | 6.2%         |
| 제46회 | 10월 5일  | 9.4%           | 9.3%           | 8.4%         |
| 제47회 | 10월 5일  | 9.5%           | 9.6%           | 9.1%         |
| 제48회 | 10월 5일  | 10.6%          | 9.9%           | 9.6%         |
| 제49회 | 10월 12일 |                | 6.3%           | 5.9%         |
| 제50회 | 10월 12일 | 8.7%           | 9.9%           | 9.3%         |
| 제51회 | 10월 12일 | 8.8%           | 9.7%           | 8.9%         |
| 제52회 | 10월 12일 | 9.4%           | 10.4%          | 9.9%         |
| 제53회 | 10월 19일 | 7.1%           | 6.6%           | 5.9%         |
| 제54회 | 10월 19일 | 10.2%          | 9.8%           | 8.8%         |
| 제55회 | 10월 19일 | 9.3%           | 9.0%           | 8.2%         |
| 제56회 | 10월 19일 | 9.3%           | 9.0%           | 8.2%         |
| 제57회 | 10월 26일 |                | 4.6%           |              |
| 제58회 | 10월 26일 |                | 6.0%           | 5.7%         |
| 제59회 | 10월 26일 |                | 7.8%           | 7.4%         |
| 제60회 | 10월 26일 |                | 9.8%           | 9.3%         |

## 수상
- 2019년 MBC 연기대상 일일/주말드라마 부문 남자 최우수연기상 이상우
- 2019년 MBC 연기대상 일일/주말드라마 부문 조연상 정시아

## 같이 보기
- 대한민국의 텔레비전 드라마 목록 (ㅎ)
- 2019년 대한민국의 텔레비전 드라마 목록